# 時裝世界精英大獎
時裝世界精英大獎（FWTA）是一個由香港製衣同業協進會 (HKAS) 主辦，並得到香港特區政府商務及經濟發展局的「創意香港」（Creative Hong Kong）計劃支持的時裝設計獎。這個大獎由文麗賢及Richard Kwok提倡，集合時裝設計、形像設計及攝影三部份的小組比賽，依照每次比賽的主題而發揮，以喚起香港設計行業的熱誠。

## 外部連結
- 有關「時裝世界精英大獎」 （页面存档备份，存于）
- MyTV - 時裝世界精英大獎[永久]